# 빅 샷 (놀이기구)

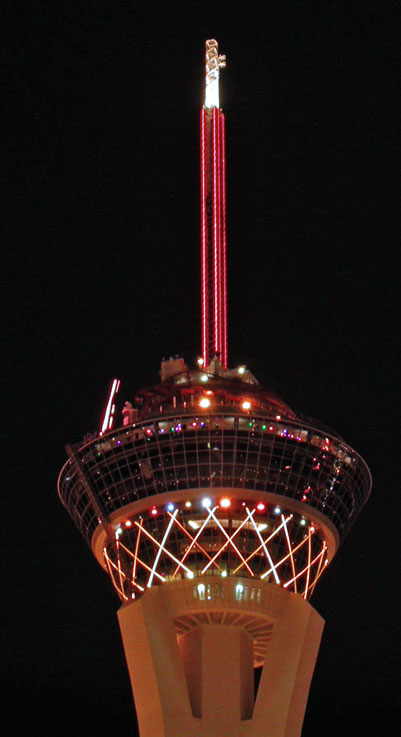
빅 샷

빅 샷(영어: Big Shot)은 세계에서 가장 높은 곳(329m)에 있는 놀이기구 중 하나로, 스트래토스피어 라스베이거스에 있다.

## 같이 보기
- 하이 롤러 (라스베이거스의 롤러코스터)